# Blauw Jan

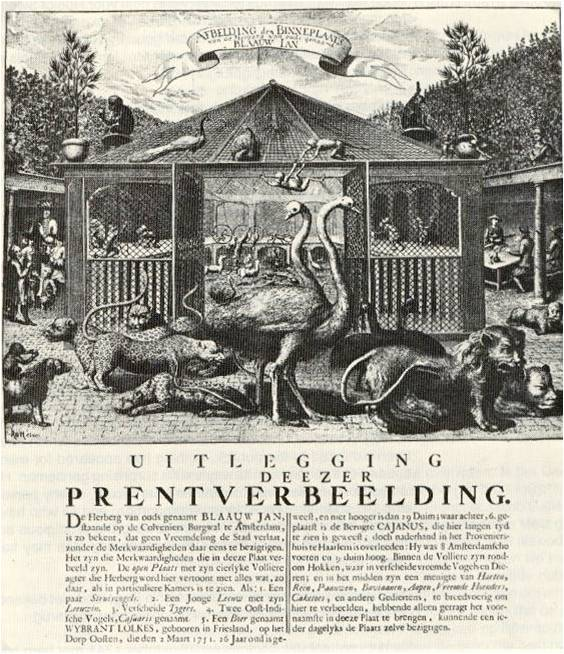
Afbeelding van de dierentuin van Blauw Jan.

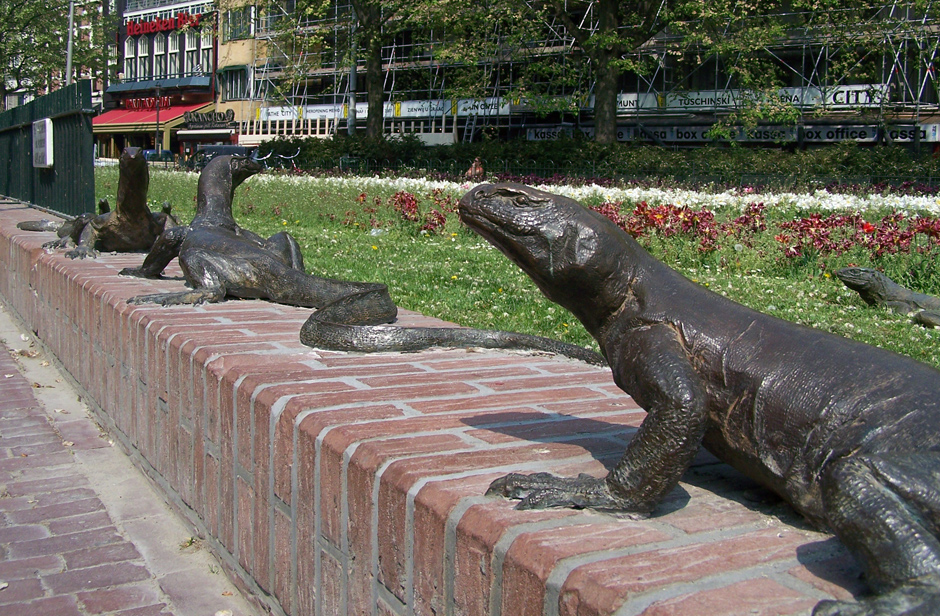
Vier van de veertig hagedissen (maart 2007)

Blauw Jan is een verzameling bronzen beelden geplaatst op het Kleine-Gartmanplantsoen. De maker is Hans van Houwelingen.

## Geschiedenis

### Ontstaan
Van Houwelingen werd met de herinrichting van het gebied rond het Leidseplein in de jaren negentig gevraagd een kunstvoorwerp te maken dat rust zou brengen op het zeer drukke verkeers- en uitgaansplein.
Voor wat betreft de naam van zijn schepsel ging Van Houwelingen terug op de kroegbaas Blauw Jan, die zelf ook van een drankje hield. Die naam was een aanduiding voor Jan Westerhoff, die een herberg uitbaatte aan de Kloveniersburgwal op nummer 87. 
In die herberg, die tussen 1675 en 1784  wijd en zijd bekend was als Menagerie Blauw Jan, hield/toonde Westerhoff tevens een aantal exotische dieren en mensen, zoals de kleine man Wybrand Lolkes uit Friesland en de Finse reus Cajanus.
Nog in 1941 duidde De Telegraaf het aan als een voorloper van Artis. Blauw Jan is tevens de titel van een boek geschreven door een bezoeker van die herberg Jan Velten, waarvan een exemplaar in het bezit is van Natura Artis Magistra.
Het kunstwerk kwam tot stand op initiatief van de Commissie Beeldende Kunst Amsterdam, dat voor de oplevering van het kunstwerk, een symposium in het Stedelijk Museum Amsterdam had gehouden over kunst in de openbare ruimte in Amsterdam. Over en weer werd destijds gepraat wie er nu eigenlijk verantwoordelijk was voor het plaatsen en onderhouden van kunst. Motto: "Wat kan de beeldende kunst toevoegen aan de dag- en nachtbeleving op het Leidseplein".
Een jaar eerder (1993) had Hans van Houwelingen het Amerhofplein in Utrecht voorzien van een Perzisch tapijt.

### Leguanen
Van Houwelingen kwam met een veertigtal leguanen, varanen en agames, die willekeurig over het Kleine-Gartmanplantsoen werden geplaatst, en een put. In eerste instantie bedoeld om rust te brengen, verklaarde Van Houwelingen in 2017, dat die verspreide plaatsing juist bijdroeg aan de chaos op het plein. De keuze op de hagedissen kwam vanwege hun al lange verblijf op Aarde en hun aanpassingsvermogen. Het gebied rond het Leidseplein is ook al (relatief) oud en steeds aan verandering onderhevig. De kunstenaar had ook een andere reden om het kunstwerk in chaos Blauw Jan te noemen. Het is een verwijzing naar een delirium na overmatig drankgebruik (zoals bij Jan Westerhoff) en het innemen van geestverruimende middelen op en rondom de pleinen, hij verwees naar de The Bulldog die enige tijd daar was gevestigd. De put was bedoeld om de plaats aan te geven waar de hagedissen uit kropen, de put leidde naar de dubbele overkluizing over de Lijnbaansgracht, stromend onder het Kleine-Gartmanplantsoen.

### Herinrichting
Het gebied ging in de jaren tien van de 21e eeuw opnieuw geheel op de schop. Een herinrichting zorgde ervoor dat het aantal “gestalde” dieren werd teruggebracht tot vijftien, die in een nog chaotischer ruimte kwamen te staan. De andere dieren werden opgeslagen tot de bouw van de fietsenstalling onder het plein gereed was.
Van Houwelingen werd rond 2020 weer gevraagd eens naar zijn kunstwerk te kijken. Het Kleine-Gartmanplantsoen en omliggend gebied moesten opnieuw ingericht worden in verband met de bouw en oplevering van een ondergrondse fietsenstalling. De leguanen verdwenen tijdelijk in opslag en reparatie en werden in overleg met de kunstenaar in maart en april 2021 teruggezet, ditmaal in een driehoekig veld. Daarvoor kon Van Houwelingen reparatiewerkzaamheden verrichten; sommige leguanen misten hun tenen.
Ook was Van Houwelingen verantwoordelijk voor de entree van de nieuwe fietsenstalling die werd geopend in mei 2021. Hij ontwierp een entree met een brugleuning in de stijl van de Amsterdamse School.